# Воскресенка (Киев)
Воскресенка (изначально — Воскресенский массив) (укр. Воскресенка, Воскресенський масив) — жилой массив в Днепровском районе г. Киева, на бывшей Воскресенской слободке. Основная застройка — 1961—1968 гг, начало 1980-х гг. Авторы проекта — архитекторы А. А. Дубинская, М. С. Кантор, О. Б. Кривоглаз, А. Н. Лобода и М. Р. Либерберг. Состоит из четырёх микрорайонов. В каждом микрорайоне — культурно-бытовой комплекс, детские и торговые предприятия. В западной части массива — озеро Радужное. Основные магистрали — проспект Воскресенский, проспект Георгия Нарбута, улицы Курнатовского и Кибальчича. На севере по проспекту Романа Шухевича граничит с Вигуровщиной-Троещиной, на юге и востоке — с Северодарницким лесопарком и парком «Победа». На западе к Воскресенке прилегает Воскресенский промышленный район.

## История

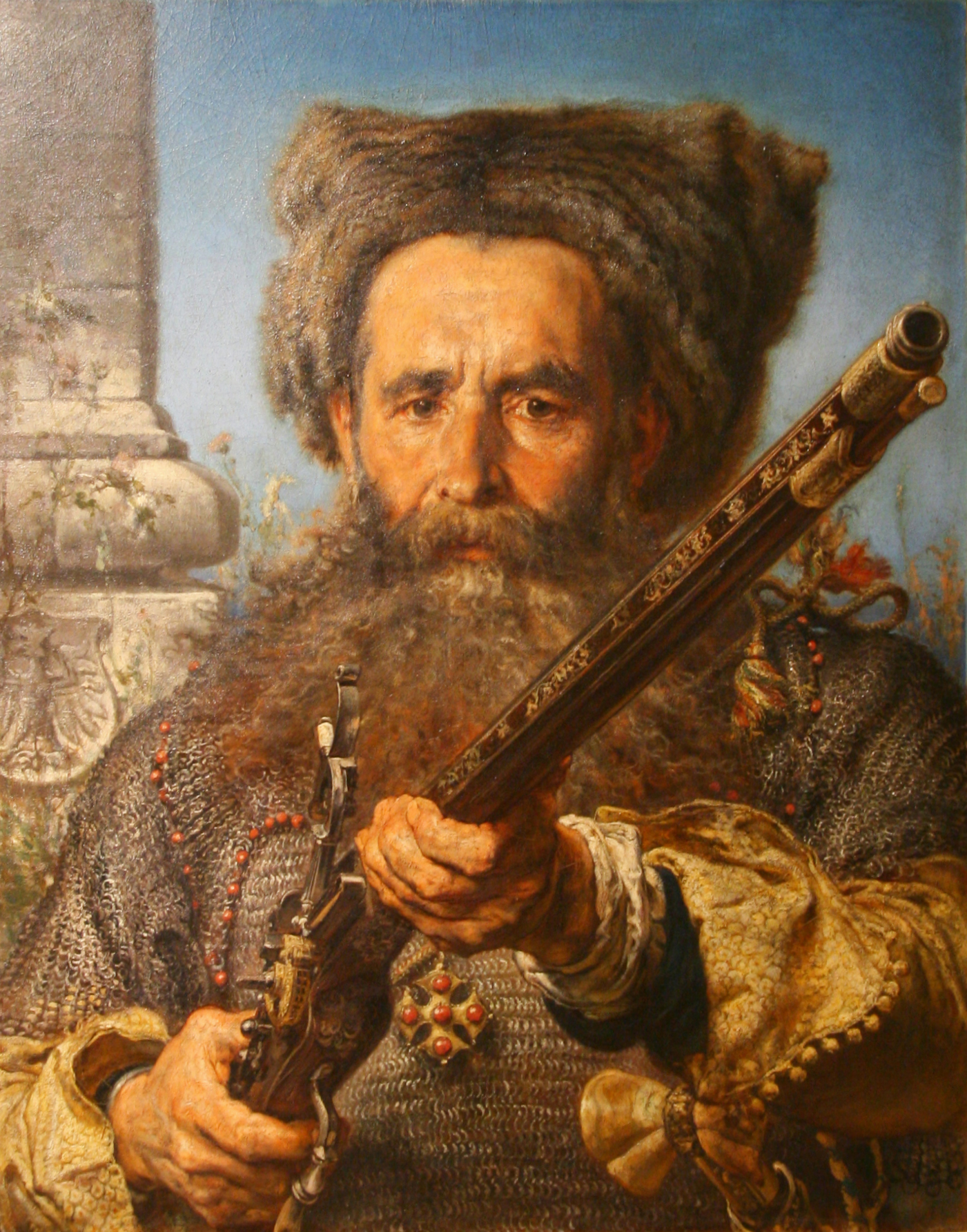
Евстафий Дашкевич - один из первых владельцев Воскресенки, один из первых украинских казачьих атаманов XVI в., князь из княжеской династии князей Глинских, потомков Рюрика и Мамая, одним из первых в мире вооружил свои отряды огнестрельным оружием. Может считаться одним из атаманов-основателей Войска Запорожского.

Воскресенская слободка была расположена между Десенкой и современным бульваром Перова. Она известна с XVI века как «земля Евстафиева» или «Евставфиевская земля» (последний раз таким образом упомянута в XVIII веке), принадлежавшая кошевому атаману Запорожского казачества Остапу (Евстафию) Дашкевичу, который подарил эти земли Воскресенской церкви (находилась на Подоле и также была построена на средства Дашкевича). Отсюда и происходит название будущей слободки.
В 1719 году по распоряжению киевского губернатора князя Д. М. Голицына Воскресеская слободка была отобрана у Воскресенской церкви и под новым названием Губернаторская слободка преобразована в ранговую усадьбу киевских губернаторов и комендантов Печерской крепости.
В 1786 году Воскресенская слободка окончательно перешла в казённую собственность.
В 1923 г. включена в городскую черту.
В течение 1960—1980-х гг. слободка почти полностью снесена (осталась лишь улица Марка Черемшины), рядом с ней в течение 1960-х годов построен жилой массив Воскресенский, к которому в 1980-х гг. присоединены микрорайоны Куликово (на месте снесенного села Куликово) и Кибальчич, а на месте снесенной Воскресенской слободки — 1-й и 2-й микрорайоны Радужного массива (1977—1985).

## Транспорт
Общественный транспорт на Воскресенке представлен четырьмя видами — трамваем, троллейбусом, автобусом и маршрутными такси. В жилом массиве расположены такие конечные станции общественного транспорта — «Бульвар Перова» , «Улица Кибальчича» (трамваи до Троещины, Лесного массива и ДВРЗ), «Улица Микитенко» (автобусы до станции метро «Левобережная», «Улица Серова» (троллейбусы до станции метро «Почайна». Также через Воскресенку проходят десятки транзитных маршрутов во многие районы города.

## Прилегающие местности

### Кибальчич
Микрорайон в северной части Воскресенки, ограничен бульваром Перова, проспектом Романа Шухевича и улицей Николая Кибальчича. Застроен в конце 1970-х — начале 1980-х гг. 9-, 12- и 16-этажными жилыми домами. Архитекторы В. М. Колчинский и А. М. Цуркан.

### Куликово
Микрорайон в восточной части Воскресенки. Ограничен улицами Курнатовского, Стальского и Северодарницким лесопарком. Основная застройка — в 1980-1982 гг. Авторы - архитекторы А. М. Цуркан, В. М. Колчинский, В. В. Малий и др.

### Радужный массив
Жилой массив, прилегающий с запада к Воскресенке. Ограничен улицами Радужной, Петра Вершигоры, Валентина Серова и Старосельской.